# Адамс Тауншип (округ Кембрія, Пенсільванія)
Адамс Тауншип (англ. Adams Township) — селище (англ. township) в США, в окрузі Кембрія штату Пенсільванія. Населення — 5752 особи (2020).

## Демографія
Згідно з переписом 2010 року, у селищі мешкали 5972 особи в 2532 домогосподарствах у складі 1793 родин. Було 2722 помешкання
Расовий склад населення:
| - 98,9 % — білих - 0,2 % — чорних або афроамериканців - 0,2 % — азіатів - 0,1 % — вихідців з тихоокеанських островів |

До двох чи більше рас належало 0,6 %. Частка іспаномовних становила 0,5 % від усіх жителів.
За віковим діапазоном населення розподілялося таким чином: 19,3 % — особи молодші 18 років, 61,1 % — особи у віці 18—64 років, 19,6 % — особи у віці 65 років та старші. Медіана віку мешканця становила 45,8 року. На 100 осіб жіночої статі у селищі припадало 96,4 чоловіків;  на 100 жінок у віці від 18 років та старших — 94,5 чоловіків також старших 18 років.
Середній дохід на одне домашнє господарство  становив 68 236 доларів США (медіана — 53 169), а середній дохід на одну сім'ю — 76 987 доларів (медіана — 68 313). Медіана доходів становила 50 361 долар для чоловіків та 37 772 долари для жінок. За межею бідності перебувало 13,1 % осіб, у тому числі 21,6 % дітей у віці до 18 років та 7,1 % осіб у віці 65 років та старших.
Цивільне працевлаштоване населення становило 2709 осіб. Основні галузі зайнятості: освіта, охорона здоров'я та соціальна допомога — 28,1 %, роздрібна торгівля — 15,1 %, мистецтво, розваги та відпочинок — 11,8 %, виробництво — 11,6 %.